# Râul Valea Satului, Jijia
Râul Valea Satului este un curs de apă, afluent al râului Burla. 